# Yerkes (Mondkrater)
Yerkes ist ein Einschlagkrater nahe dem westlichen Rand des Mare Crisium auf dem Mond. Er liegt westlich des Kraters Picard und südlich des Kraters Peirce. Im Südosten liegen die Krater Greaves und Lick am Ufer des Mare.
In der Vergangenheit wurde das Kraterinnere fast völlig von Lava überschwemmt, so dass nur noch ein flacher Überrest des ehemaligen Kraterrandes über das umgebende Mare herausragt. Dieser Rand ist in seinen westlichen und südlichen Teilen am breitesten, während er im Osten nahezu unsichtbar wird und nur eine schwache Kurvenlinie in der Mondoberfläche zeigt. Der Kraterboden unterscheidet sich in seiner Albedo nicht vom nahegelegenen Mondmeer, so dass sich die Formation kaum von der Umgebung abhebt.
Vom Nordrand verläuft ein niedriger Höhenzug in nordnordwestlicher Richtung zum Satellitenkrater 'Yerkes E'.
| Buchstabe | Position           | Durchmesser | Link |
| --------- | ------------------ | ----------- | ---- |
| E         | 15,88° N, 50,64° O | 10 km       |      |